# Léon Melchissédec
Pour les articles homonymes, voir Melchisédech (homonymie).
Léon Melchissédec, né le 7 mai 1843 à Clermont-Ferrand et mort le 23 mars 1925 à Neuilly-sur-Seine, est un chanteur d'opéra, baryton et professeur de chant au Conservatoire national de musique de Paris.

## Biographie
Le père de Léon Melchissédec est un fonctionnaire. Deux de ses oncles sont barytons : l'un, également prénommé Léon, est baryton à Lyon et l'autre, Guillaume, à Nancy. Lycéen à Nîmes, il chante pour la première fois, à 19 ans, en 1862, pour les mineurs, à Rive-de-Gier. Il est, en qualité d'amateur, second violon au théâtre de Saint-Étienne. 
Il va à Paris et entre au Conservatoire. Il est élève d’Henri Laget (d) pour le chant, d’Ernest Mocker pour l'opéra comique et de Levasseur pour l'opéra. À la sortie du conservatoire, il obtient un second accessit de chant et deux seconds prix dans l'opéra et l'opéra-comique. Il  est engagé à l'opéra-comique où il débute le 16 juillet 1866 dans José Maria de Jules Cohen. 
Il fait la guerre de 1870. À son retour il revient à l'opéra-comique. Il est engagé en 1877 à la Gaîté-Lyrique. Il crée, avec Capoul, des opéras de Saint-Saëns : Paul et Virginie et le Timbre d'argent. En 1878, il entre à l'opéra et chante dans Guillaume Tell, Aïda, Faustine, Rigoletto, Françoise de Rimini… Il chante dans la version révisée de Sapho de Gounod, le 2 avril 1884, sous la baguette du compositeur lui-même ; Gabrielle Krauss et Pol Plançon sont également dans la distribution.

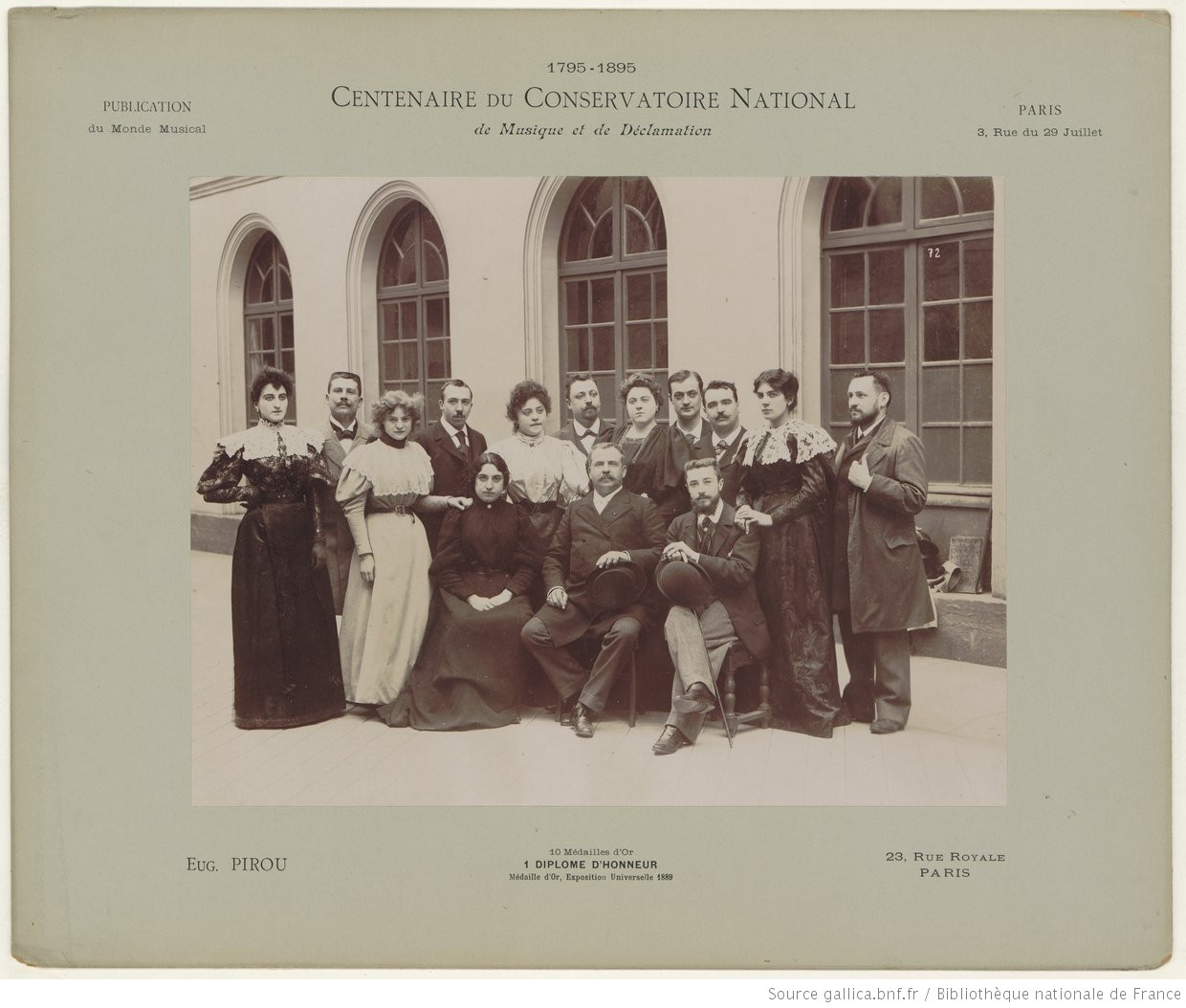
Centenaire du Conservatoire national de Paris (Melchissédec professeur de chant, Eugène Pirou Photographe)

Il est nommé, en 1894, professeur de déclamation lyrique au Conservatoire. Jusqu'en 1923, il forme de nombreux élèves dont Marthe Chenal, Louis Azéma. Il crée une méthode d’apprentissage du chant.
Durant la Première Guerre mondiale, il est en Belgique, à Gand, chez sa fille.

## Opéras, discographie
- Chanson de Méphistophélès (fait partie de Huit Scènes de Faust  et de La Damnation de Faust (Hector Berlioz).
- Guillaume Tell ; opéra en 4 actes (1829) de Gioachino Rossini (1792-1868)
- Stars of the Paris opera, avec Rose Caron, Blanche Deschamps-Jehin, Jean-Baptiste Faure, Leon Melchissedec...  1 disque : 33 t., mono ; 30 cm Édition : Toronto (Canada), Rococo , [196. ?]
- L'Africaine (Giacomo Meyerbeer (1791-1864) 1 disque monoface : 78 t ; 27 cm Paris 1906 APGA
- L'Âge d'or de l'opéra, 1 disque : 33 t ; 30 cm Édition : S.l. 1962[8]
- Le Caïd d'Ambroise Thomas, air du tambour-major, disque E. Berliner's Gramophone (S.l.) 1899[9]

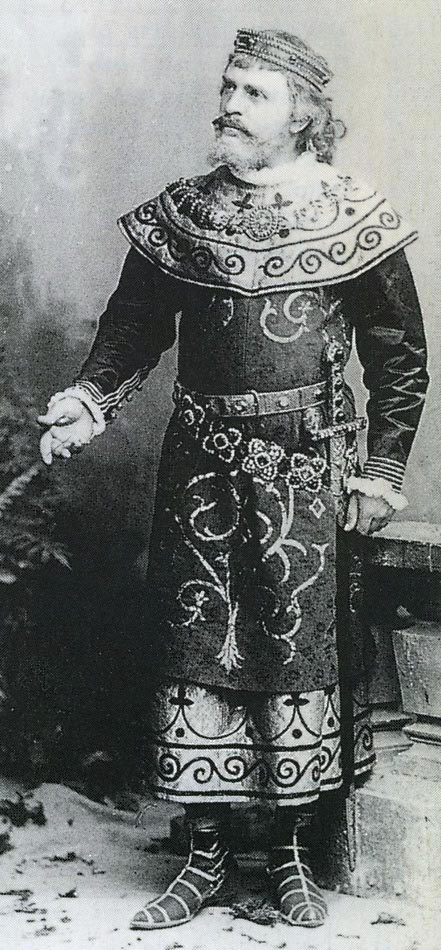
Le Cid, opéra de Jules Massenet ; Pierre-Léon Melchissédec est le roi.
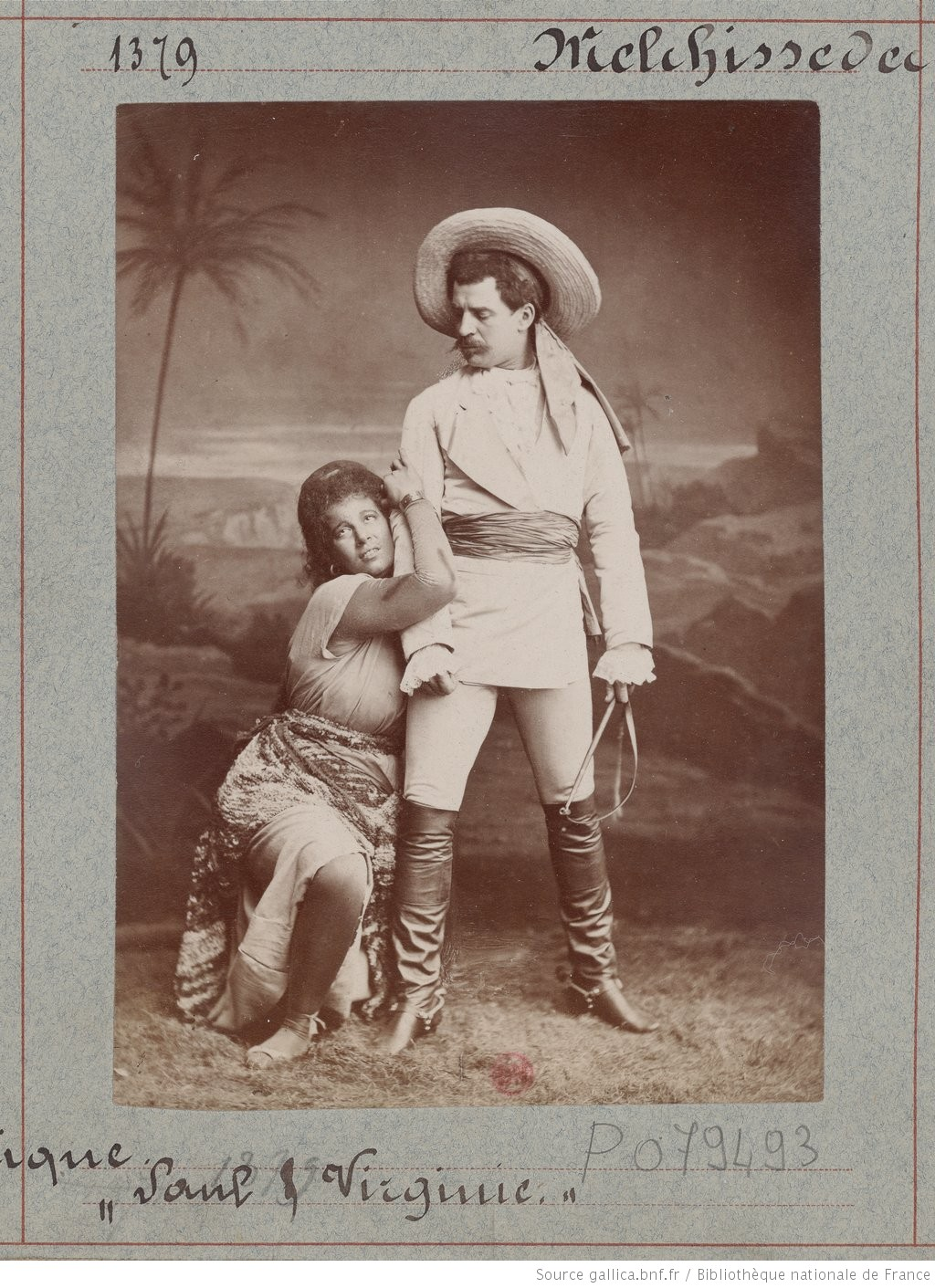
Paul et Virginie, Victor Massé (1822-1884) Atelier Nadar.
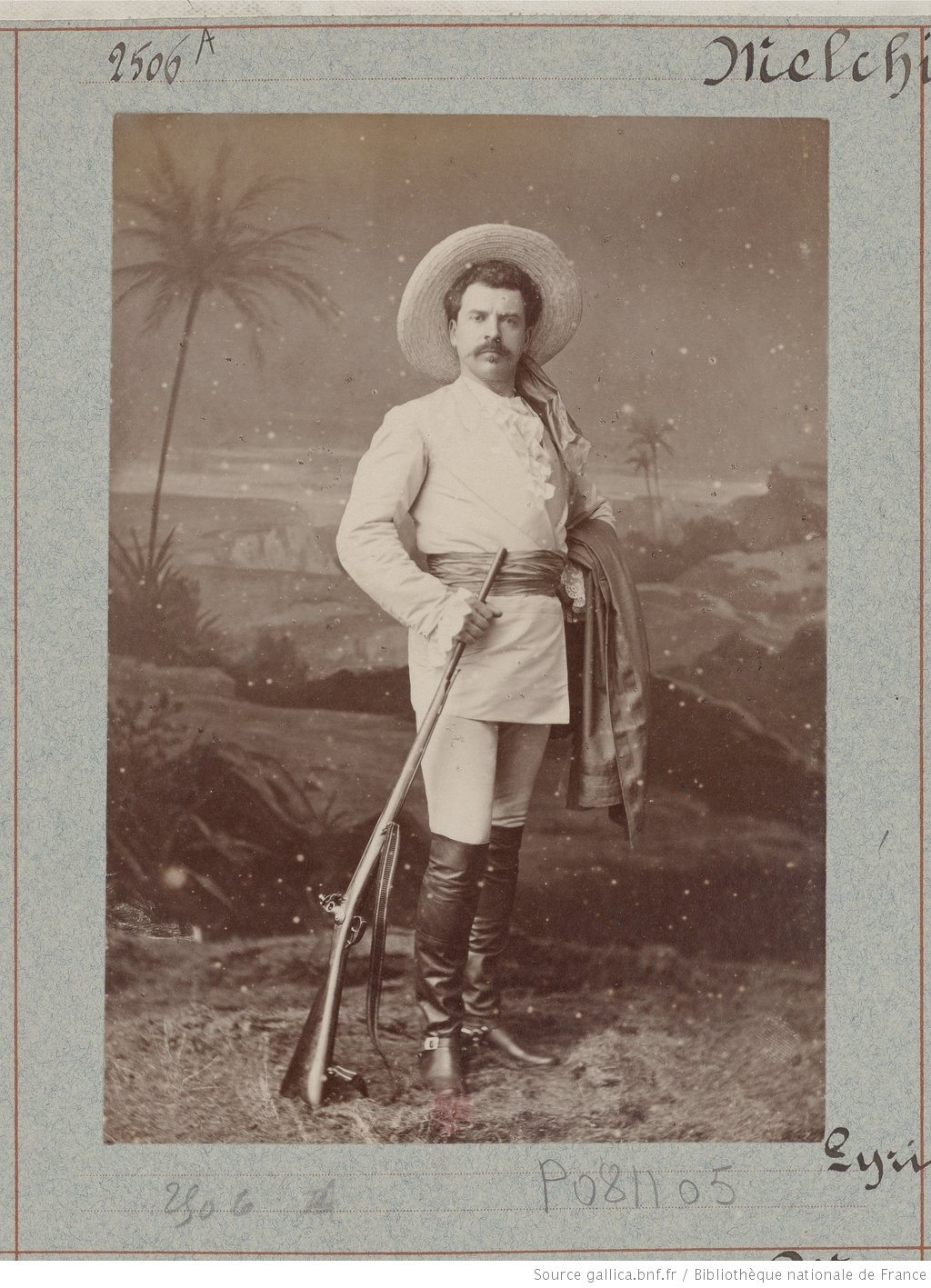
Paul et Virginie, Victor Massé (1822-1884) Atelier Nadar.

## Publications
- Le chant, la déclamation lyrique, le mécanisme et l'émission de la voix, 1925, Paris, Nilsson 286 p.
- Pour chanter : ce qu'il faut savoir… ma méthode ; préface en vers, de Paul Ferrier. 1913, Paris, Nilsson 122 p. Nouvelle édition revue et adaptée par Mme Marquet-Melchissédec, Paris, Durand et Cie, 1935.

## Décorations
- Chevalier de la Légion d'honneur[3].
- Chevalier de l'ordre des Palmes académiques en 1879
- Officier de l'Instruction publique en 1891